# Гравитационный холм

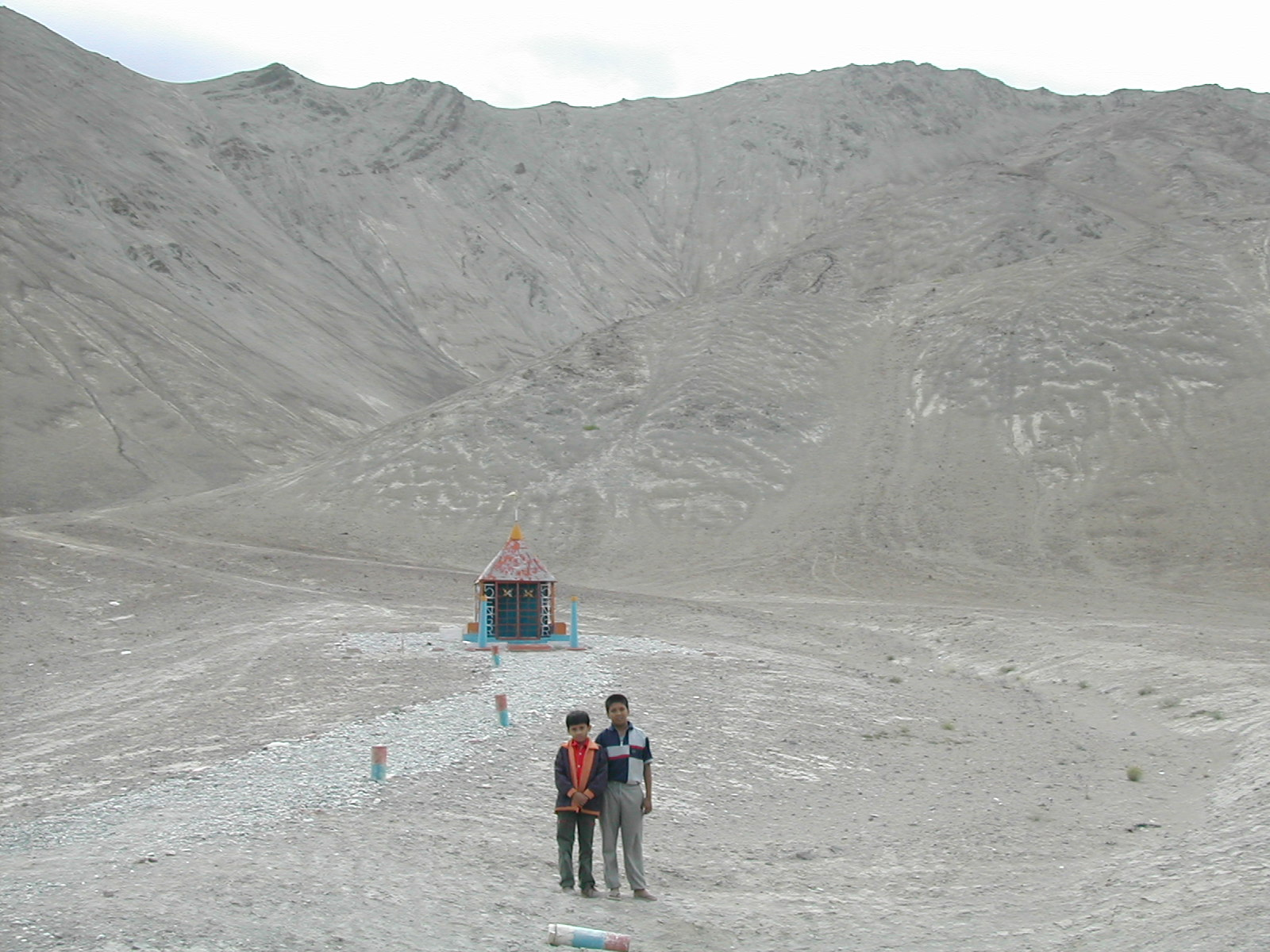
Магнитный холм в Ладакхe, Индия

Гравитационный холм — оптическая иллюзия, когда из-за особенностей рельефа небольшой уклон выглядит как подъём. Явление известно как «гипнотический холм», «магнитный холм», «гравитационная дорога» и т. п. В таком месте кажется, будто предметы сами движутся в гору против сил гравитации. В велоспорте подобные дороги называют «лживыми равнинами».
Самый главный фактор создания иллюзии — это полное или частичное отсутствие видимости горизонта. Без горизонта суждение о наклонности поверхности становится весьма затруднительным. Объекты, которые обычно более или менее перпендикулярны земле, например деревья, могут на самом деле склоняться, компенсируя зрительный фактор. Иллюзия многим напоминает «комнату Эймса», в которой мячи могут катиться «против силы гравитации».